# ロイ・ハーパー

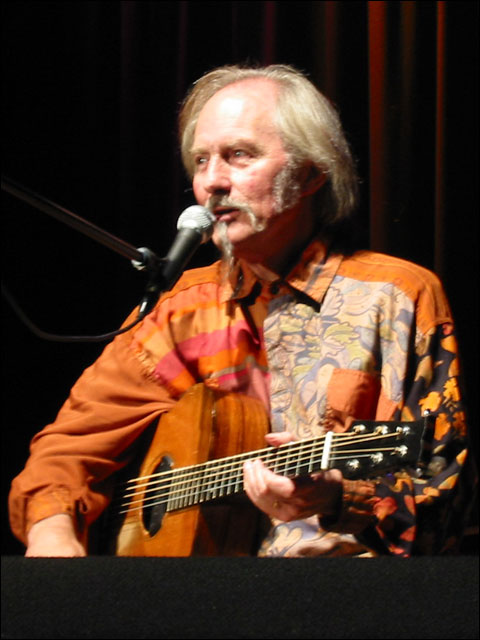
ロイ・ハーパー（2001年）

ロイ・ハーパー（Roy Harper, 1941年6月12日 - ）は、イギリスのミュージシャン、シンガーソングライター。
プログレッシブ・フォークと呼ばれる独自の音楽スタイルで、1960年代から1970年代にかけて、イギリスの若者の一部から支持された。

## 人物
14歳からミュージシャンとして活動を開始。軍隊への入隊や投獄生活など、波乱万丈の人生を送っており、このことはハーパーの音楽にも表れている。また、神や宗教に対する懐疑心も垣間見える。かつては詩人を目指していたこともあり、彼の描く歌詞は音楽シーンにおいても際立っている。
意外にも、元セックス・ピストルズのジョニー・ロットン（ジョン・ライドン）は、ハーパーのファンである。その他にも、ジミー・ペイジ（レッド・ツェッペリン）、ポール・マッカートニー（ビートルズ）、デヴィッド・ギルモア（ピンク・フロイド）、ケイト・ブッシュなど、ジャンルを問わず様々なアーティストに多大な影響を与えてきた。レコードの売上はそれほどではないものの、ミュージシャンの間では高い人気と評価を得ている。独特の作風とマニアックな音楽性で、“孤高のフォーク・シンガー”とされている。
また、ピンク・フロイドのアルバム『炎〜あなたがここにいてほしい』（1975年）の収録曲「葉巻はいかが」には、ゲスト・ボーカルとして参加している。また、レッド・ツェッペリンのアルバム『レッド・ツェッペリン III』（1970年）の最終トラックには「ハッツ・オフ・トゥ・ロイ・ハーパー」という曲が収録されており、交友の深いハーパーへの敬意を表している。ジミー・ペイジは現在もハーパーのライブにゲスト参加するなど、長きに亘って交流を続けている。

## ディスコグラフィ

### アルバム
- 『ソフィスティケイティッド・ベガー』 - Sophisticated Beggar (1967年)
- Come Out Fighting Ghengis Smith (1967年)
- 『フォークジョークオパス』 - Folkjokeopus (1969年)
- Flat Baroque And Berserk (1970年)
- 『ストームコック』 - Stormcock (1971年)
- 『ライフマスク』 - Lifemask (1973年)
- 『ヴァレンタイン』 - Valentine (1974年)
- 『ロイ・ハーパーの歴史』 - Flashes From The Archives Of Oblivion (1974年)
- 『HQ』 - HQ (1975年)
- 『或る日のイギリス』 - Bullinamingvase (1977年) ※旧邦題『イギリスでの或る日』
- The Unknown Soldier (1980年)
- Work Of Heart (1982年)
- Born In Captivity (1984年)
- 『熱き絆』 - What Ever Happened To Jugula? (1985年) ※ロイ・ハーパー&ジミー・ペイジ名義
- In Between Every Line (1986年)
- Descendants Of Smith/Garden Of Uranium (1988年)
- Loony On The Bus (1988年)
- Once (1990年)
- Burn The World (1990年)
- Death Or Glory? (1992年)
- Unhinged (1993年)
- Commercial Breaks (1994年)
- Live At Les Cousins '69 (1996年)
- Poems, Speeches, Thoughts & Doodles (1997年)
- The Dream Society (1998年)
- The Green Man (2000年)
- Royal Festival Hall London - June 10th 2001 (2001年)
- Man and Myth (2013年)

### コンピレーション・アルバム
- Harper 1970-1975 (1978年)
- 『ベスト - ロイ・ハーパーの世界』 - An Introduction To ..... (1994年)
- East Of The Sun (2001年)
- Today Is Yesterday (2002年)
- 『カウンター・カルチャー』 - Counter Culture (2005年)
- 『フロム・オクシデント・トゥ・オリエント』 - From Occident to Orient (2007年)
- Songs of Love and Loss (2002年)